# Betonverdichting

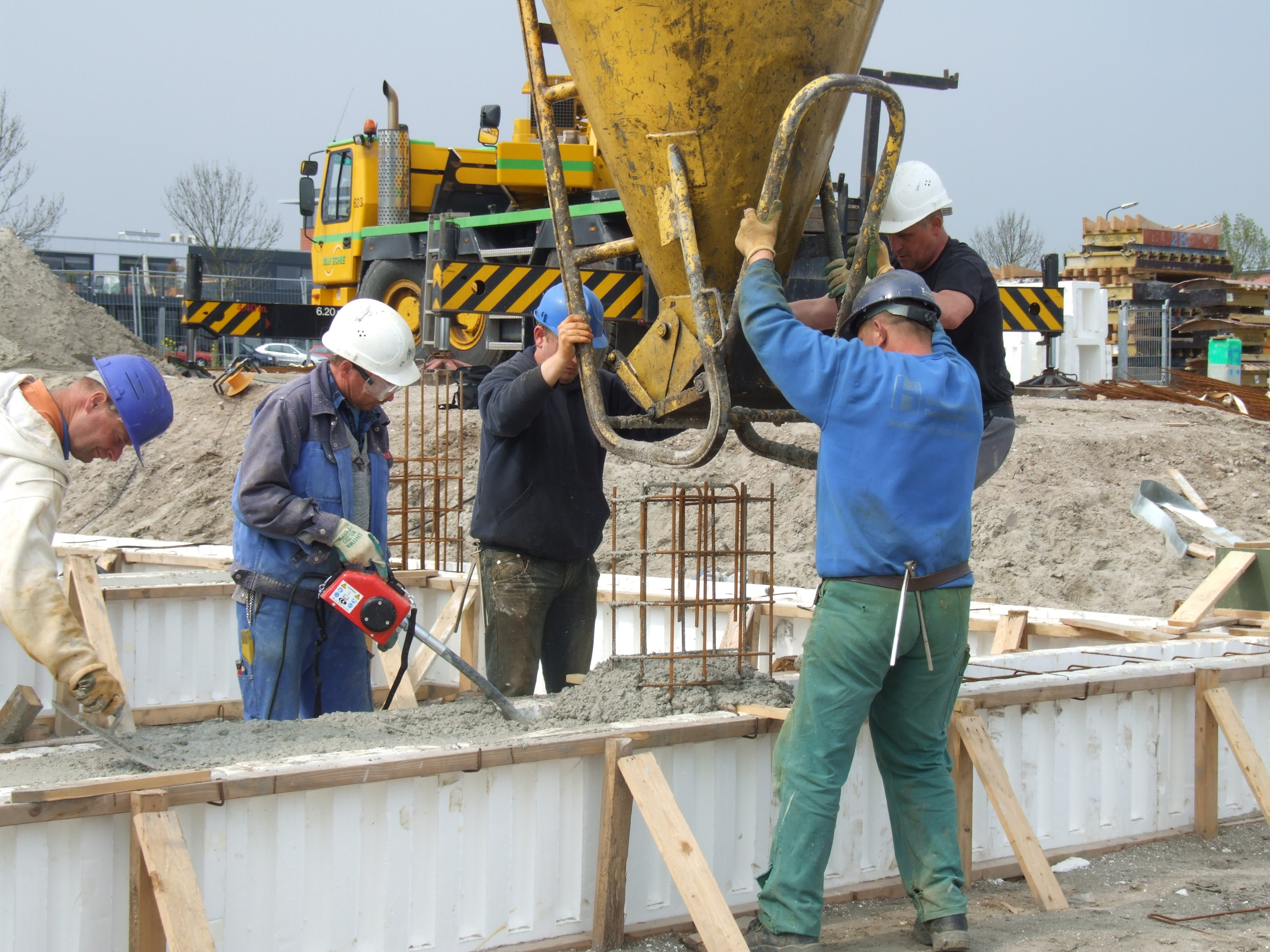
Betonverdichting met behulp van een trilnaald

Betonverdichting is in de bouwkunde een belangrijke handeling die er mede voor zorgt dat de meeste betonsoorten uiteindelijk de gewenste sterkte en kwaliteit kunnen behalen. Er zijn meerdere methodes en materieel om vers gestorte beton te verdichten.

## Doel
Goed betonwerk wordt gekenmerkt door voldoende sterkte en duurzaamheid. Deze eigenschappen kunnen bereikt worden door het nemen van de juiste betontechnologische maatregelen en een goede verwerkingstechniek bij het storten. Tijdens het betonstorten wordt onvermijdelijk lucht ingesloten in de specie en tussen de specie en de bekisting. Om er voor te zorgen dat zo weinig mogelijk lucht in de cementsteen wordt ingesloten kan tijdens het storten gebruikgemaakt worden van de triltechniek, die ervoor zorgt dat de vaste bestanddelen in de specie in een snelle heen en weergaande beweging gezet worden, daardoor als het ware weer vloeibaar worden en vult de aanwezige holtes op door het verdrijven van de ingesloten lucht. Dit is aan de oppervlakte te zien door de opstijgende luchtbellen. Bovendien gaan de korrels door het trillen in de betonspecie wentelen waardoor een compactere schikking wordt bereikt. Door onvoldoende verdichten kunnen grindnesten ontstaan.

## Soorten verdichtingsmaterieel
Er zijn verschillende typen materieel om beton te verdichten, onder meer:
- verschillende soorten trilnaalden die worden gebruikt om pas gestorte betonspecie van binnenuit te verdichten
- stampers die gebruikt worden om droge beton (stampbeton) te verdichten. Deze kunnen onderscheiden worden in hand-, elektrische en pneumatische stampers. Met name handstampers zullen door hun volledig handmatige bediening een meer afwijkende invloed hebben op de beton bij de verdichting dan de andere methoden
- aan de buitenzijde van bekistingen voor wanden aangebrachte zogeheten bekistingstrillers of bekistingsvibrators
- trilbalken die toegepast worden als afrei- en verdichtingsbalk.